# Ordre du jour Grandi

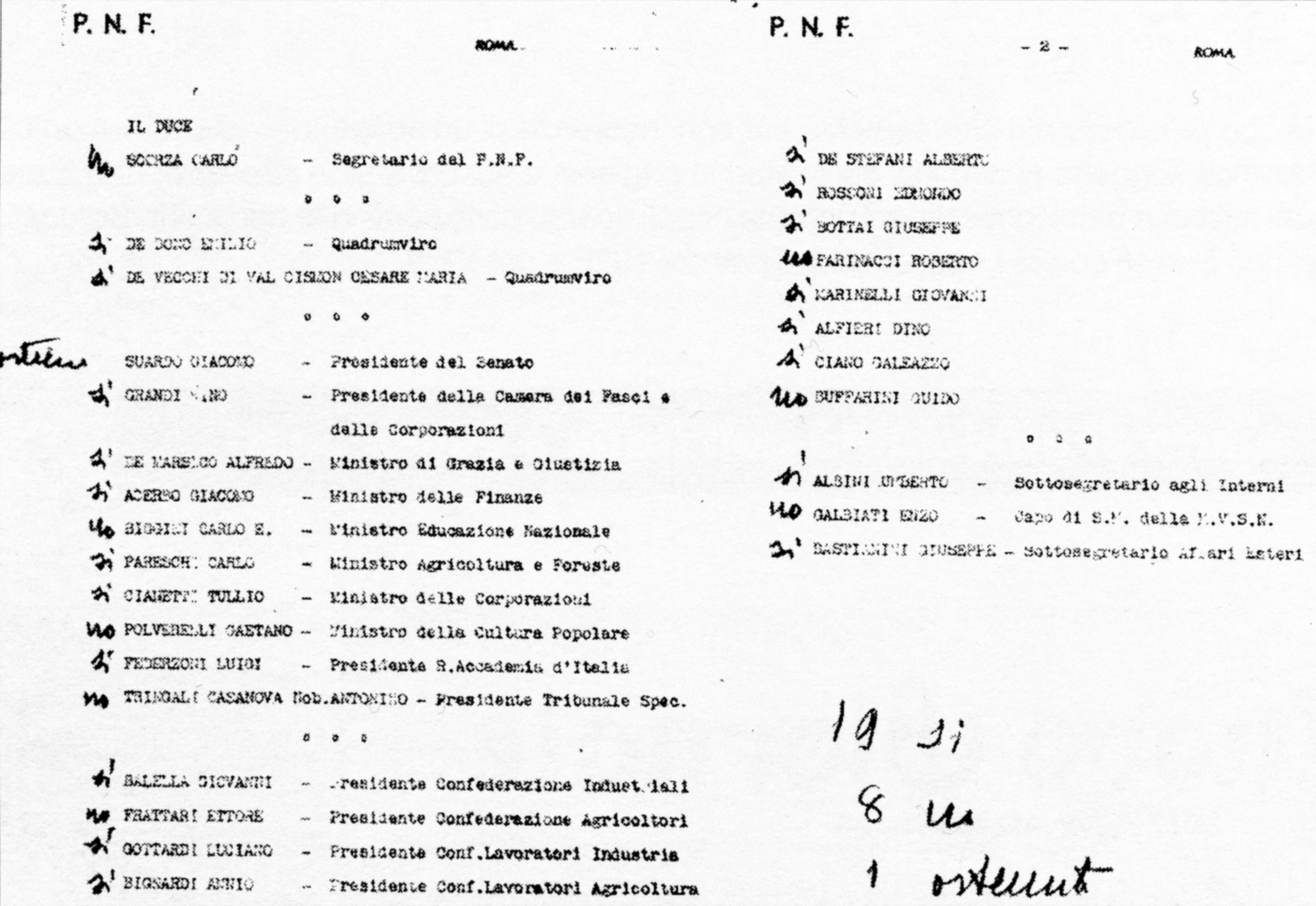
Résultat du vote nominatif.

L’ordre du jour Grandi (en italien : ordine del giorno Grandi), parfois appelé comme en italien mozione Grandi, est l'un des trois « ordres du jour »  (O.d.G.) présentés à la réunion secrète du Grand Conseil du fascisme convoquée pour le samedi 24 juillet 1943 et qui s’avéra être la dernière. 

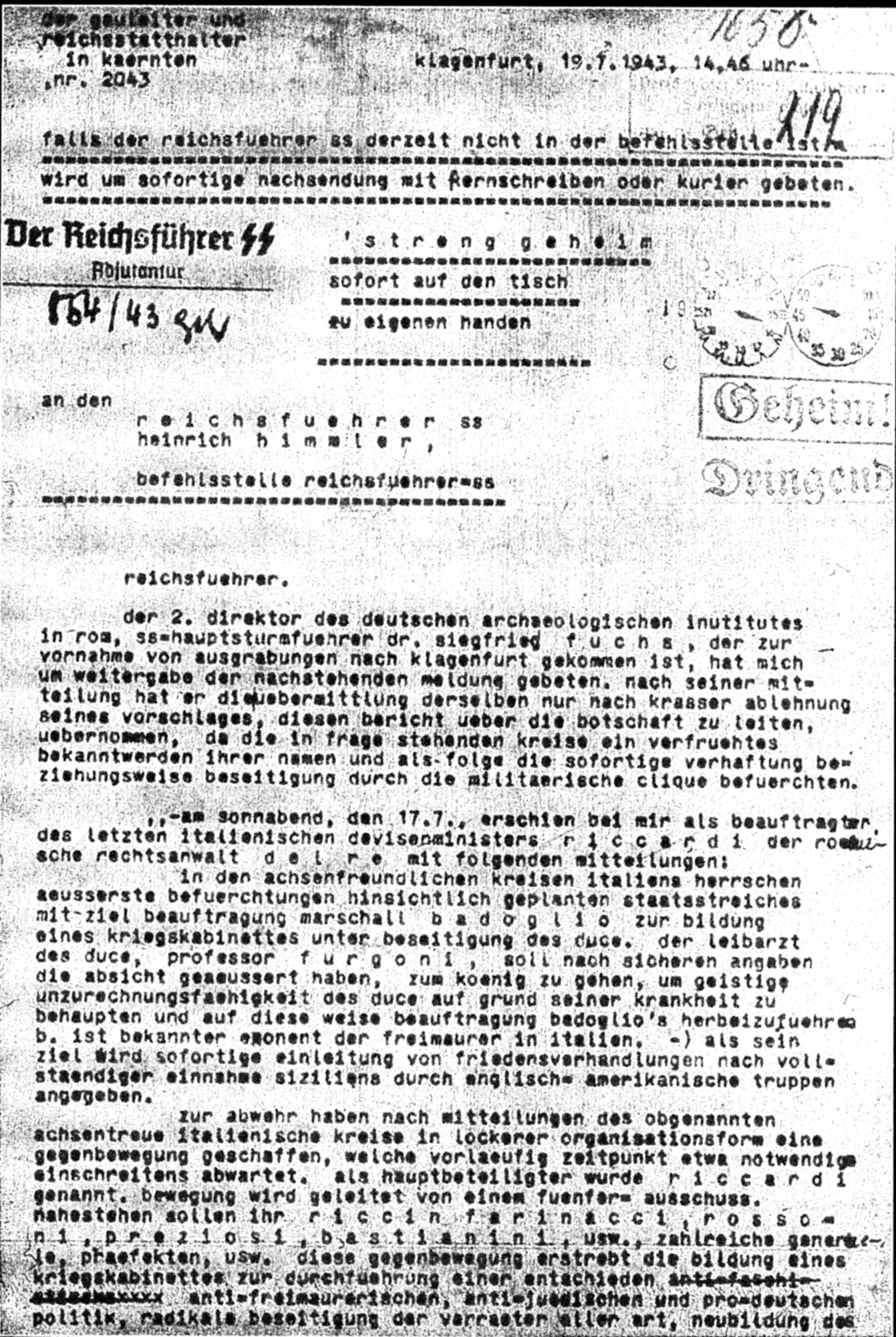
Une semaine avant la réunion du Grand Conseil du fascisme, et deux jours avant la rencontre de Feltre entre Mussolini et Hitler, Heinrich Himmler recevait une note informative qui anticipait les manœuvres en cours afin de destituer le Duce et de le remplacer par Pietro Badoglio.

L'ordre du jour est approuvé et provoque le jour suivant, 25 juillet 1943, la chute du régime fasciste de Benito Mussolini, à la suite de l'arrestation de celui-ci par ordre du roi Victor-Emmanuel III.

## Histoire

### Contexte
Les dernières troupes de l'Axe, défaites, évacuent l’Afrique le 7 mai 1943. 
En novembre et décembre 1942, Mussolini, abattu et dépressif, s'était laissé remplacer par Ciano à deux conférences avec Hitler. Le 2 décembre, après 18 mois de silence, il revient parler au peuple italien depuis le Palais de Venise. Le 7 avril 1943, il rencontre Hitler à Salzbourg et  lui propose sans succès de négocier un armistice avec les Soviétiques afin de concentrer les forces armées sur les autres fronts de la guerre.
Le 10 juillet suivant, les Américano-Britanniques débarquent en Sicile. 

### L’opération
L’opération est organisée le 4 juin 1943 lors d'une audience donnée par le roi Victor-Emmanuel III à Dino Grandi. Pendant cette rencontre, le roi suggère à Grandi que, conformément au Statut albertin, un vote au parlement ou au Grand Conseil lui donnerait les bases constitutionnelles pour déposer Mussolini.
Le 19 juillet 1943, le Duce rencontre Hitler à Feltre ; comme chef du gouvernement italien, il s'efforce d'empêcher l'Italie de signer une paix séparée.
Le 24 juillet, une session du Grand Conseil du fascisme se tient en présence du Duce. Elle se conclut, aux premières heures du jour suivant (25 juillet), par l’approbation de l'ordre du jour présenté par Dino Grandi : l'abandon des charges du gouvernement par Mussolini est demandé au profit du roi. Mussolini reste apathique, sans réaction. Il avoue par la suite qu'il regrettait de ne pas avoir fait arrêter les dix-neuf membres rebelles. Ce vote est réalisé par les hauts représentants du fascisme, dont le gendre de Mussolini, Galeazzo Ciano. Toutefois, le Grand Conseil n'a aucun moyen de faire exécuter sa décision, qui n'a qu'une portée symbolique, mais elle sert de prétexte constitutionnel à l'action du roi conformément au statut Albertin.
Mussolini, après s'être rendu comme d'habitude à son bureau du palais Venezia, demande au souverain d'anticiper l'habituelle réunion hebdomadaire prévue le jour suivant et arrive à 17 heures à la Villa Savoia.
Victor-Emmanuel III informe Mussolini de son remplacement par le maréchal Pietro Badoglio, lui garantissant une protection face à la haine populaire. Le monarque place sous escorte le chef du gouvernement et fait encercler le bâtiment par deux cents carabiniers. Victor-Emmanuel III a ordonné l'arrestation de Mussolini afin de sauver sa dynastie, qui risque d'être considérée comme trop compromise avec le fascisme.
Mussolini est d'abord enfermé dans une caserne de carabiniers à Rome, à partir du 27 juillet à Ponza, puis sur l'île de La Maddalena (7 août - 27 août 1943). Badoglio fait enfin conduire Mussolini dans une ambulance de la Croix rouge à Campo Imperatore sur le Gran Sasso.

## Les votes nominatifs
Nombre de votants : 28
En faveur de la motion : 19
- Dino Grandi, Giuseppe Bottai, Luigi Federzoni, Galeazzo Ciano, Cesare Maria De Vecchi, Alfredo De Marsico, Umberto Albini, Giacomo Acerbo, Dino Alfieri, Giovanni Marinelli, Carluccio Pareschi, Emilio De Bono, Edmondo Rossoni, Giuseppe Bastianini, Annio Bignardi, Alberto De Stefani, Luciano Gottardi, Giovanni Balella et Tullio Cianetti (qui par la suite se rétracte).

Contre : 8
- Carlo Scorza, Roberto Farinacci, Guido Buffarini Guidi, Enzo Galbiati, Carlo Alberto Biggini, Gaetano Polverelli, Antonino Tringali Casanova, Ettore Frattari.

Abstention : 1
- Giacomo Suardo.

Les principaux membres s'étant prononcés en faveur de la motion Grandi furent arrêtés, jugés et exécutés lors du procès de Vérone par la République sociale italienne du 8 au 10 janvier 1944.

## Chronologie
4 juin 1943
Lors d'une audience donnée par le roi Victor-Emmanuel III à Dino Grandi, la question du remplacement de Mussolini est évoquée. 
9 juillet 1943
Les Américano-Britanniques débarquent en Sicile, conquérant l’île entière le 17 août. 
La fin est proche et les hiérarques fascistes cherchent une porte de sortie. 
24 juillet 1943
Sur proposition de Grandi, Mussolini accepte de convoquer le Grand Conseil.
Nuit du 24 au 25 juillet
Le Grand Conseil du fascisme approuve l'« ordre du jour Grandi » qui rend au roi le pouvoir de diriger les forces armées italiennes, mettant en minorité Mussolini.
25 juillet
Le matin du dimanche 25 juillet, après s'être rendu comme d'habitude à son bureau du Palazzo Venezia afin d'expédier les affaires courantes, Mussolini demande au souverain d'avancer l'habituel entretien du lundi et obtient un entretien à 17 heures à la Villa Savoia (actuelle Villa Ada). Victor-Emmanuel III communique à Mussolini son remplacement par Pietro Badoglio, lui garantissant néanmoins sa sécurité.
À la sortie de la Villa Savoia, Mussolini est arrêté par les carabiniers sur ordre du roi.